# 요괴워치♪
《요괴워치♪(일본어: 妖怪ウォッチ♪, 요카이 웟치♪)는 LEVEL-5에서 발매한 닌텐도 3DS용 게임 '요괴워치' 시리즈를 원작으로 한 TV 애니메이션이다.

## 개요
요괴워치 애니메이션 시리즈 중의 하나이며 5번째이자 마지막 작품. 전작인 《요괴워치!》의 후속작으로, 대한민국에서는 《요괴워치 음표》라는 이름으로 2022년 11월 7일부터 2024년 5월 5일까지 방영했다.

## 극장판

### 7기
2021년 11월 12일에 일본에서 7기 극장판인 《극장판 요괴워치♪: 케이타와 나의 만남편이다냥♪ 저, 저도~♪♪》가 개봉되었다.

### 8기
2023년 1월 13일에 일본에서 8기 극장판인 《요괴워치♪: 지바냥 VS 코마상 워메한 대결전이다냥》이 개봉되었다.

## 같이 보기
- LEVEL-5
- 요괴워치
- 요괴워치 (애니메이션)
- 요괴워치 섀도우 사이드
- 요괴학원 Y ~N과의 조우~
- 요괴워치의 등장인물 목록